# La suma de los días
La suma de los días es una obra de la escritora chilena Isabel Allende. Publicado por Random House Mondadori en 2007.

## Reseña
La suma de los días está escrita en forma de relato para su hija Paula, que murió a causa de porfiria, en este nuevo libro, la escritora relata la vida de su peculiar "tribu" que vive con ella en California. Relata las andanzas que vivió con su madre, como conoció a su excéntrica amiga Tabra Tunoa y su loca búsqueda para encontrar una pareja, sus viajes, las peripecias que pasó junto a su marido Willie, rupturas, encuentros, desencuentros, sus miedos y triunfos de la infancia a la madurez y cómo se inspiró en sus recientes novelas.
Le cuenta a su hija Paula, ya fallecida, el día a día de su familia desde su muerte.
- Datos: Q1111260